# Traité des chiffres ou secrètes manières d'écrire
Traité des chiffres ou secrètes manières d'écrire (en moyen français « Traicté des chiffres, ou Secrètes manières d'escrire ») est un livre de Blaise de Vigenère paru pour la première fois en 1586 présentant une technique de chiffrement par substitution polyalphabétique inspirée de celle de Trithème ; la technique présentée est connue sous le nom de chiffre de Vigenère. Le chiffrement de Vigenère ne sera cassé qu'en 1854.

## Voir également